# L'Enfant prodigue
L'Enfant prodigue er en fransk stumfilm fra 1907 af Michel Carré.

## Medvirkende
- Georges Wague
- Henri Gouget
- Christiane Mandelys
- Gilberte Sergy